# 1 of 1
1 of 1 è il quinto album in studio del gruppo musicale sudcoreano Shinee, pubblicato il 5 ottobre 2016 dalla SM Entertainment.

## Tracce
1. Prism – 3:11
2. 1 of 1 – 3:25
3. Feel Good – 3:39
4. Don't Let Me Go (투명 우산) – 3:43
5. Lipstick – 3:34
6. Don't Stop – 4:05
7. Shift – 3:02
8. U Need Me – 3:30
9. So Amazing – 3:37